# Bad Sneakers
Bad Sneakers ist ein Song der Jazz-Rockband Steely Dan, der 1975 als zweite Single aus dem Album Katy Lied veröffentlicht wurde.

## Musik
Michael McDonalds sang auf diesem Song zum ersten Mal für die Band, die Zusammenarbeit setzte sich bis 1980 fort.
Im Jahre 2000 veröffentlichte die schwedische Band Hardcore Superstar das Album Bad Sneakers and a Piña Colada, das die Anfangszeile des Refrains von Bad Sneakers wiedergibt.

## Besetzung
- Donald Fagen – Gesang
- Walter Becker – Lead-Gitarre, Hintergrundgesang
- Michael Omartian – Piano
- Hugh McCracken – Gitarre
- Chuck Rainey – Bass
- Jeff Porcaro  – Schlagzeug
- Victor Feldman – Percussion, Vibraphon
- Michael McDonald – Hintergrundgesang